# Harald Mahrer
Harald Mahrer né le 27 mars 1974 à Vienne, est un homme politique autrichien, membre du Parti populaire autrichien (ÖVP). Il est ministre fédéral autrichien de la Science, de la Recherche et de l'Économie depuis le 17 mai 2017.